# Eudolia
Eudolia is een geslacht van kevers uit de familie bladkevers (Chrysomelidae).
De wetenschappelijke naam van het geslacht werd in 1885 gepubliceerd door Martin Jacoby.

## Soorten
- Eudolia nepalica Medvedev, 1990